# Huey Whittaker
Hubert Alton George Whittaker, plus communément appelé Huey Whittaker (né le 19 juin 1981 à Spring Hill) est un joueur américain de football américain. Il joue actuellement avec les SaberCats de San José, évoluant en Arena Football League.

## Carrière

### Université
Whittaker étudie à l'université de Floride du Sud où il joue pour l'équipe de football américain des Bulls.

### Professionnel
Huey Whittaker n'est sélectionné par aucune équipe lors du draft de la NFL de 2004. Peu de temps après, il signe comme agent-libre non drafté avec les Steelers de Pittsburgh mais il est libéré quelques semaines après. Il signe ensuite pour les Buccaneers de Tampa Bay mais là non plus il ne reste pas longtemps. Il passe ensuite deux saisons dans l'équipe d'entraînement des Jaguars de Jacksonville mais n'intègre pas l'équipe active. Durant la saison 2005, il quitte Jacksonville pour les Galaxy de Francfort, équipe allemande, évoluant en NFL Europe où il fait ses débuts de footballeur professionnel.
Ensuite, il tente sa chance en Arena Football League, fédération de football américain en salle, où il signe pendant deux saisons avec les Storm de Tampa Bay avant de faire une saison avec les Blaze d'Utah.
Le 2 janvier 2009, il signe un contrat d'essai avec les Jets de New York et participe au camp d'entraînement de l'équipe. Néanmoins, le 12 août, il est libéré durant la pré-saison après la signature de Parker Douglass. Il revient quatre jours plus tard avant d'être libéré le 30 août. Il retourne en AFL et joue pour les Shock de Spokane avant de se diriger vers l'United Football League, concurrent de la NFL, signant avec les Tuskers de Floride le 26 août 2010.
La saison suivante, il quitte Spokane et revient à Tampa Bay pour jouer avec les Storm avant de revenir en UFL pour la nouvelle saison qui démarre. Les Tuskers de Floride étant en difficulté financière, elle est remplacée par les Destroyers de Virginie qui reprennent l'ensemble de l'effectif des Tuskers. Whittaker remporte avec l'équipe le championnat UFL après avoir remporté le UFL Championship Game 2011. Dès la saison achevé, il est l'une des premières recrues des SaberCats de San José pour la saison AFL 2012.

## Palmarès
- Seconde équipe AFL 2008
- Ironman de l'ArenaBowl XXIII (2010)